# Leo Bermel
Leo Bermel (* 10. August 1932 in Velbert; † 3. Mai 1986 in Gusborn) war ein deutscher Journalist.
Leo Bermel lernte sein journalistisches Handwerk bei der Velberter Zeitung; anschließend war er bei der Allgemeinen Zeitung in Mainz tätig. 1961 wechselte er zum Solinger Tageblatt und leitete dort das Wirtschaftsressort. 1975 ging er nach Gusborn und machte sich dort als Kaufmann sowie freier Journalist selbständig. Zehn Jahre später kehrte er zum Solinger Tageblatt zurück, um Leiter der Lokalredaktion zu werden. 1986 verunglückte Bermel im Urlaub tödlich bei der Ausübung seines Hobbys, dem Jagdreiten. Im Nachruf auf ihn schrieb das Tageblatt: „Von scharfem Intellekt geprägte Kommentare und mit Akribie betriebene Recherchen kennzeichneten die Arbeitsweise dieses profilierten Journalisten.“
Bundesweit bekannt wurde Leo Bermel durch ein Strafverfahren, das der damalige Oberstadtdirektor der Stadt Solingen, Gerhard Berting, gegen ihn anstrengte.  Am 4. und 5. September 1962 waren im Solinger Tageblatt kritische Artikel von Bermel erschienen, in denen über Einzelheiten einer geplanten Verlegung von Gesenkschmieden aus Wohngebieten an den Stadtrand berichtet wurde. Diese Details hatte Berting in einer vertraulichen Besprechung mit Vertretern der Bezirksregierung Düsseldorf, des Stadtrats, der Industrie- und Handelskammer und der Industrieverbände mitgeteilt. Zwar bestätigte der Oberstadtdirektor, die Artikel von Bermel seien sachlich richtig gewesen, wollte jedoch von dem Journalisten erfahren, wer sein Informant gewesen sei. Er leitete ein „Disziplinar-Vorermittlungsverfahren gegen Unbekannt“ ein, lud Bermel als Zeugen in sein Dienstzimmer und teilte ihm gleichzeitig mit, dass ihm ein Zeugnisverweigerungsrecht nicht zustehe. Er berief sich auf die Bestimmung, dass Journalisten nur dann „über die Person des [...] Gewährsmannes einer Veröffentlichung strafbaren Inhalts (zur Verweigerung des Zeugnisses berechtigt) [...] wenn ein Redakteur der Druckschrift wegen dieser Veröffentlichung bestraft ist oder seiner Bestrafung keine Hindernisse entgegenstehen“.
Bermel lehnte diese Vorladung ab. Im Zuge einer Rechtshilfe wurde er vor das Amtsgericht geladen, dass ihn wegen unberechtigter Verweigerung der Aussage zu einer Ordnungsstrafe von 200 Mark verurteilte. Überdies ordnete der Amtsrichter „zur Erzwingung des Zeugnisses“ die Zwangshaft an, deren Höchstmaß sechs Monate hätte betragen können. Das Urteil wurde später vom Landgericht Wuppertal aufgehoben, da das Amtshilfeersuchen von Berting unzulässig gewesen sei.
Dieser Vorfall um Leo Bermel sorgte bundesweit für Diskussionen, da es zu diesem Zeitpunkt nicht in allen Bundesländern ein generelles Zeugnisverweigerungsrecht für Journalisten gab. Das Recht von Journalisten, Informanten generell nicht preisgeben zu müssen, wurde erst 1975 bundesweit per Gesetz geregelt.